# 苏钦涅
苏钦涅（Saw Khin Hnit，766年—829年），舊譯修金尼。他是緬甸蒲甘王朝坦巴瓦底時期的國王，802年至829年間在位，共27年。其父為蒙腊，崩逝後王位由其子开卢繼承。